# Stazione di Montenero-Petacciato
Stazione di Montenero-Petacciato vasútállomás Olaszországban, Molise régióban, Montenero di Bisaccia településen.

## Vasútvonalak
Az állomást az alábbi vasútvonalak érintik:
- Ancona–Lecce-vasútvonal

## Kapcsolódó állomások
A vasútállomáshoz az alábbi állomások vannak a legközelebb: 
- Stazione di Termoli
- Stazione di Vasto-San Salvo